# Cengiz Topel

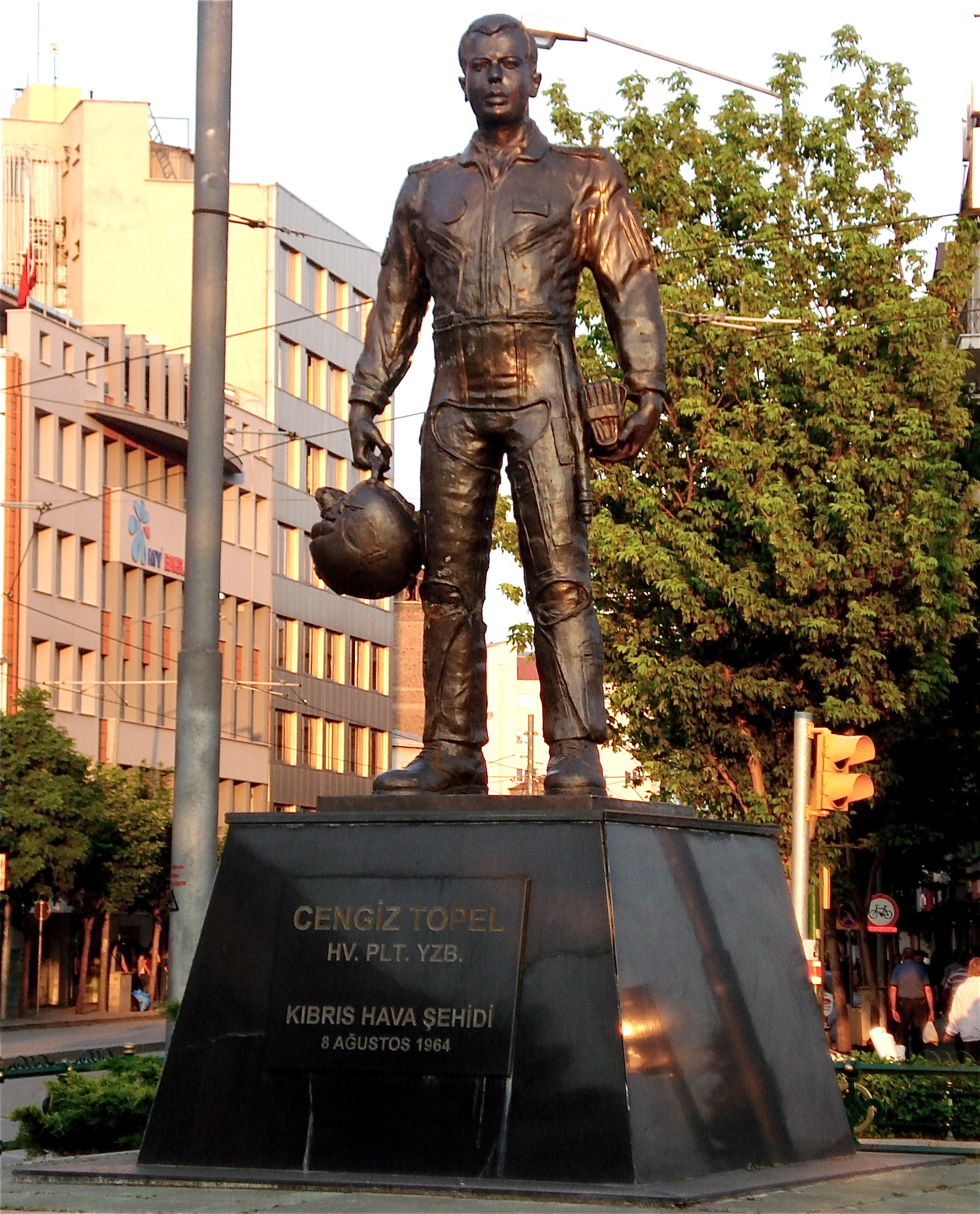
Denkmal Cengiz Topels in Eskişehir

Cengiz Topel (* 1934 in İzmit; † 8. August 1964 im Troodos-Gebirge auf Zypern) war der erste Kampfpilot der Türkischen Luftstreitkräfte, der während eines Einsatzes ums Leben kam.
Topel begann seine Ausbildung in der II. Volksschule in Bandırma. Nachdem sein Vater, der als Experte für Monopole und Tabak als Staatsbeamter arbeitete, nach Balıkesir versetzt worden war, setzte Topel seine Ausbildung an der dortigen Ömer-Seyfettin-Volksschule fort. Nachdem sein Vater gestorben war, zog seine Familie nach Kadıköy in İstanbul. Dort beendete er die Volks- und Mittelschule. Danach besuchte er das Haydarpaşa-Gymnasium und wechselte später in das Kuleli-Militärgymnasium, das er 1953 absolvierte. 1955 schloss er die Schule für Landstreitkräfte im Range eines Oberfähnrichs ab und trat in das Heer ein.
Er wechselte später in die Luftwaffenklasse und wurde zur Ausbildung nach Kanada geschickt. Nach dem erfolgreichen Abschluss seiner Ausbildung in Kanada kehrte er 1957 zurück und fing am 5. Luftwaffenstützpunkt Merzifon (Merzifon 5. Ana Jet Üs Komutanlığı) an zu arbeiten. 1961 wurde er zum 1. Luftwaffenstützpunkt in Eskişehir (Eskişehir 1. Hava Ana Jet Üssü) beordert. 1963 wurde Topel zum Hauptmann befördert.
Am 8. August 1964 um 17:00 Uhr wurde er von Eskişehir aus als Kommandant eines Schwarms des 112. Luftwaffengeschwaders nach Zypern geschickt. Seine F-100 wurde während des Angriffs auf ein Patrouillenboot in der Nähe von Denizli/Xeros bei Gemikonağı/Karavostasi von 40-mm-Bofors-Geschützen getroffen und stürzte ab. Topel gelang ein Fallschirmabsprung aus dem Flugzeug. Am Boden angekommen wurde er durch griechische Truppen festgenommen und in ein Krankenhaus gebracht. Mitglieder der Zyprischen Nationalgarde brachten ihn jedoch in ihr Hauptquartier im Kykkos-Kloster, wo sie ihn zu Tode folterten. Topels Leichnam wurde nach längeren Verhandlungen am 12. August 1964 in die Türkei überführt. Nachdem in Zypern, Adana, Ankara und İstanbul Militärzeremonien abgehalten worden waren, wurde er am 14. August 1964 auf dem Friedhof für gefallene Luftwaffenangehörige Sakızağacı auf dem Friedhofsgelände Edirnekapı beigesetzt.